# Mampong

Mampong är en ort i södra Ghana. Den är huvudort för distriktet Mampong, och folkmängden uppgick till 32 411 invånare vid folkräkningen 2010. Akwasi Afrifa, före detta officer och statschef, samt Gerald Asamoah, före detta tysk landslagsman i fotboll, har Mampong som födelseort.